# Championnat du Liban de football
Le championnat du Liban de football est une compétition annuelle de football disputée entre les 12 meilleurs clubs libanais. Il a été créé en 1934.

## Histoire
Le football libanais a beaucoup souffert de la guerre civile. Le niveau de l'équipe nationale n'a cessé de se détériorer jusqu'à la fin des années 90. Depuis 2000, le football libanais vit une « renaissance », surtout grâce à certains hommes d'affaires qui investissent dans certains clubs (Al Nejmeh Beyrouth, Al Ansar Beyrouth, Al Tadamon Tyr, Olympic Beyrouth, etc.).
En 1974, le célèbre joueur brésilien Pelé, joua avec le club libanais d'Al Nejmeh Beyrouth, contre une équipe mixte locale. Al Nejmeh Beyrouth gagna contre le champion de l'URSS Ararat Erevan 1-0 en 1974.

## Palmarès
| Année                                                 | Champion                              |
| 1934                                                  | Al Nahda (1)                          |
| 1935                                                  | Université américaine de Beyrouth (1) |
| 1936                                                  | Sika Railways (1)                     |
| 1937                                                  | Université américaine de Beyrouth (2) |
| 1938                                                  | Université américaine de Beyrouth (3) |
| 1939                                                  | Sika Railways (2)                     |
| 1940                                                  | Pas de championnat                    |
| 1941                                                  | Sika Railways (3)                     |
| 1942                                                  | Al Nahda (2)                          |
| 1943                                                  | Al Nahda (3)                          |
| 1944                                                  | Homenetmen (1)                        |
| 1945                                                  | Homenmen Beyrouth (1)                 |
| 1946                                                  | Homenetmen (2)                        |
| 1947                                                  | Al Nahda (4)                          |
| 1948                                                  | Homenetmen (3)                        |
| 1949                                                  | Al Nahda (5)                          |
| 1950                                                  | Pas de championnat                    |
| 1951                                                  | Homenetmen (4)                        |
| Pas de championnat en 1952 et 1953                    |                                       |
| 1954                                                  | Homenmen Beyrouth (2)                 |
| 1955                                                  | Homenetmen (5)                        |
| 1956                                                  | RC Beyrouth (1)                       |
| 1957                                                  | Homenmen Beyrouth (3)                 |
| Pas de championnat entre 1958 et 1960                 |                                       |
| 1961                                                  | Homenmen Beyrouth (4)                 |
| 1962                                                  | Pas de championnat                    |
| 1963                                                  | Homenetmen (6)                        |
| 1964                                                  | Pas de championnat                    |
| 1965                                                  | RC Beyrouth (2)                       |
| 1966                                                  | Pas de championnat                    |
| 1967                                                  | Al Shabiba Mazraa                     |
| 1968                                                  | Pas de championnat                    |
| 1969                                                  | Homenetmen (7)                        |
| 1970                                                  | RC Beyrouth (3)                       |
| Pas de championnat en 1971 et 1972                    |                                       |
| 1973                                                  | Nejmeh SC (1)                         |
| 1974                                                  | Pas de championnat                    |
| 1975                                                  | Nejmeh SC (2)                         |
| Pas de championnat entre 1976 et 1986 (guerre civile) |                                       |
| 1987-1988                                             | Al-Ansar Club (1)                     |
| 1988-1989                                             | Pas de championnat                    |
| 1989-1990                                             | Al-Ansar Club (2)                     |
| 1990-1991                                             | Al-Ansar Club (3)                     |
| 1991-1992                                             | Al-Ansar Club (4)                     |
| 1992-1993                                             | Al-Ansar Club (5)                     |
| 1993-1994                                             | Al-Ansar Club (6)                     |
| 1994-1995                                             | Al-Ansar Club (7)                     |
| 1995-1996                                             | Al-Ansar Club (8)                     |
| 1996-1997                                             | Al-Ansar Club (9)                     |
| 1997-1998                                             | Al-Ansar Club (10)                    |
| 1998-1999                                             | Al-Ansar Club (11)                    |
| 1999-2000                                             | Nejmeh SC (3)                         |
| 2000-2001                                             | Championnat annulé                    |
| 2001-2002                                             | Nejmeh SC (4)                         |
| 2002-2003                                             | Olympic Beyrouth (1)                  |
| 2003-2004                                             | Nejmeh SC (5)                         |
| 2004-2005                                             | Nejmeh SC (6)                         |
| 2005-2006                                             | Al-Ansar Club (12)                    |
| 2006-2007                                             | Al-Ansar Club (13)                    |
| 2007-2008                                             | Al Ahed FC (1)                        |
| 2008-2009                                             | Nejmeh SC (7)                         |
| 2009-2010                                             | Al Ahed FC (2)                        |
| 2010-2011                                             | Al Ahed FC (3)                        |
| 2011-2012                                             | Safa SC (1)                           |
| 2012-2013                                             | Safa SC (2)                           |
| 2013-2014                                             | Nejmeh SC (8)                         |
| 2014-2015                                             | Al Ahed FC (4)                        |
| 2015-2016                                             | Safa SC (3)                           |
| 2016-2017                                             | Al Ahed FC (5)                        |
| 2017-2018                                             | Al Ahed FC (6)                        |
| 2018-2019                                             | Al Ahed FC (7)                        |
| 2019-2020                                             | Championnat annulée                   |
| 2020-2021                                             | Al-Ansar Club (14)                    |
| 2021-2022                                             | Al Ahed FC (8)                        |
| 2022-2023                                             | Al Ahed FC (9)                        |
| 2023-2024                                             | Nejmeh SC (9)                         |
| 2024-2025                                             | Al-Ansar Club (15)                    |

## Bilan
| Club                              | Titres | Années                                                                                   |
| --------------------------------- | ------ | ---------------------------------------------------------------------------------------- |
| Al-Ansar Club                     | 15     | 1988, 1990, 1991, 1992, 1993, 1994, 1995, 1996, 1997, 1998, 1999, 2006, 2007, 2021, 2025 |
| Al Ahed FC                        | 9      | 2008, 2010, 2011, 2015, 2017, 2018, 2019, 2022, 2023                                     |
| Nejmeh SC                         | 9      | 1973, 1975, 2000, 2002, 2004, 2005, 2009, 2014, 2024                                     |
| Homenetmen                        | 7      | 1944, 1946, 1948, 1951, 1955, 1963, 1969                                                 |
| Al Nahda                          | 5      | 1934, 1942, 1943, 1947, 1949                                                             |
| Homenmen Beyrouth                 | 4      | 1945, 1954, 1957, 1961                                                                   |
| Université américaine de Beyrouth | 3      | 1935, 1937, 1938                                                                         |
| Sika Railways                     | 3      | 1936, 1939, 1941                                                                         |
| Racing Club de Beyrouth           | 3      | 1956, 1965, 1970                                                                         |
| Safa SC                           | 3      | 2012, 2013, 2016                                                                         |
| Olympic Beyrouth                  | 1      | 2003                                                                                     |

## Meilleurs buteurs
| Saison | Nom                        | Club                | Buts |
| ------ | -------------------------- | ------------------- | ---- |
| 60/61  | Mardek Chabarian           | Homenmen            | 15   |
| 62/63  | Levon Altonian             | Homenetmen          | 14   |
| 64/65  | Joseph Abou Murad          | Racing Beyrouth     | 18   |
| 66/67  | Levon Altonian             | Homenetmen          | 19   |
| 68/69  | Muhieddine Itani           | Nejmeh              | 15   |
| 69/70  | Hani Abdul Fattah          | Safa                | 19   |
| 72/73  | Youssef Al Ghoul           | Nejmeh              | 8    |
| 74/75  | Jamal Al Khatib            | Nejmeh              | 13   |
| 87/88  | Fouad Saad                 | Ansar               | 6    |
| 89/90  | Jamal Al Haj               | Nejmeh              | 12   |
| 90/91  | Fadi Alloush               | Ansar               | 32   |
| 91/92  | Wahid Dahrouj              | Safa                | 20   |
| 92/93  | Fadi Alloush               | Ansar               | 27   |
| 93/94  | Mahmoud Hammoud            | Nejmeh              | 15   |
| 94/95  | Vitaliy Agasian            | Homenmen            | 16   |
| 95/96  | Assef Khalifa              | Nejmeh              | 19   |
| 96/97  | Peter Prosper              | Ansar               | 22   |
| 97/98  | Ahmed Jarada               | Ansar               | 13   |
| 98/99  | Haitham Zein               | Tadamon Tyr         | 15   |
| 99/00  | Toninho Santos Sahib Abbas | Ansar Salam Zgharta | 14   |
| 01/02  | Haidar Mahmoud             | Shabab Sahel        | 24   |
| 02/03  | Silvio                     | Olympic Beyrouth    | 18   |
| 03/04  | Mohammad Kassas            | Nejmeh              | 22   |
| 04/05  | Mohammad Kassas            | Nejmeh              | 21   |
| 05/06  | Ali Nassereddine           | Nejmeh              | 17   |
| 06/07  | Mohammed Ghaddar           | Nejmeh              | 15   |
| 07/08  | Mohammed Ghaddar           | Nejmeh              | 22   |
| 08/09  | Salih Sadir                | Ahed                | 27   |
| 09/10  | Makhete Diop               | Nejmeh              | 23   |
| 10/11  | Hassan Maatouk             | Ahed                | 15   |
| 11/12  | Mohamad Haidar             | Safa                | 12   |
| 12/13  | Imad Ghaddar               | Chabab Ghazieh      | 19   |
| 13/14  | Adnan Melhem               | Racing Beyrouth     | 13   |
| 14/15  | Lucas Galán                | Salam Zgharta       | 17   |
| 15/16  | Lucas Galán                | Ansar               | 19   |
| 16/17  | Abou Bakr Al-Mel           | Tripoli             | 16   |
| 17/18  | El Hadji Malick Tall       | Ansar               | 15   |
| 18/19  | El Hadji Malick Tall       | Ansar               | 19   |
| 20/21  | Hassan Maatouk             | Ansar               | 14   |